# Energía

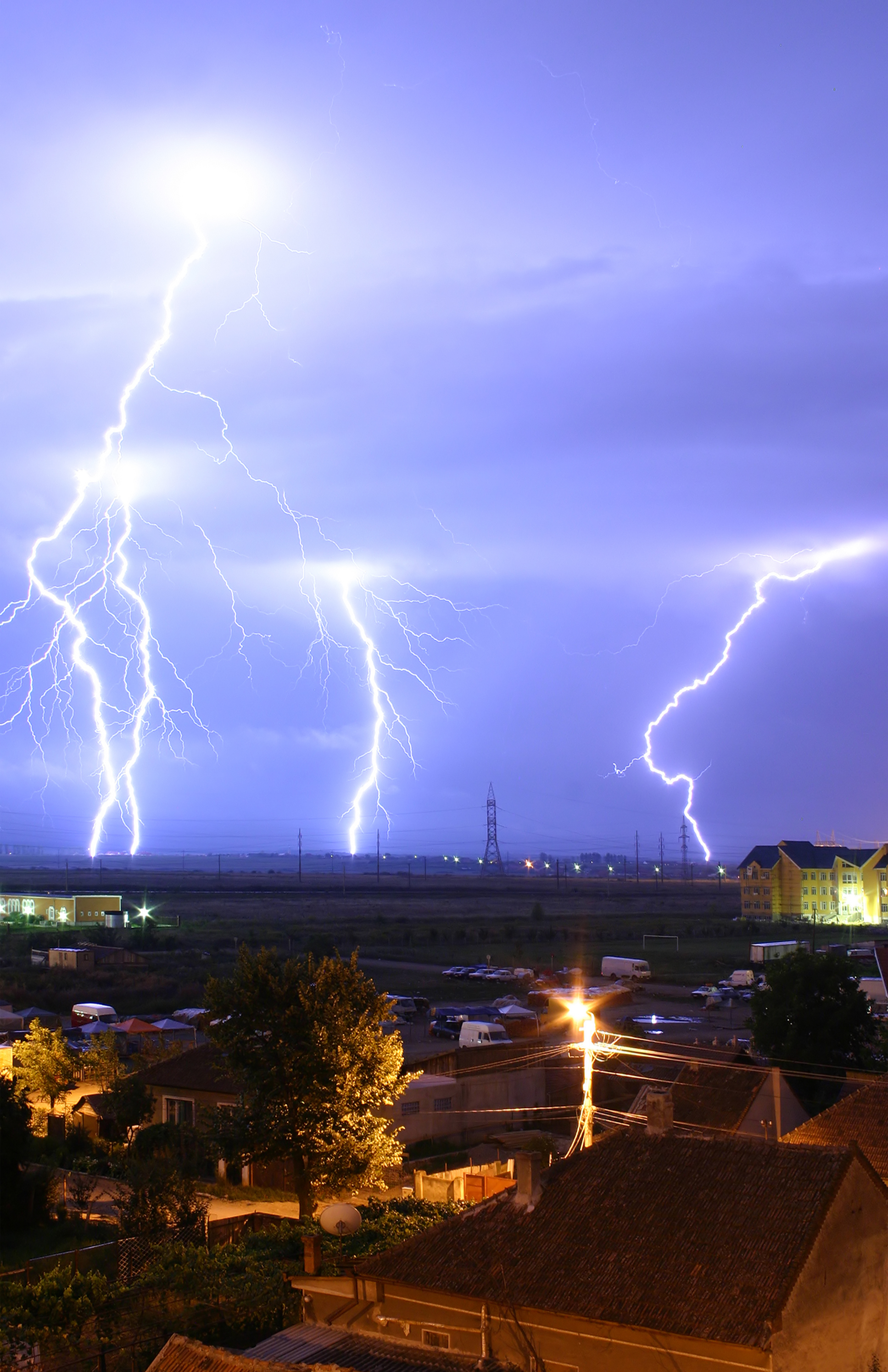
Un rayo es una forma de transmisión de energía, en la imagen, rayos cayendo sobre Oradea, Rumania.

El término energía (del griego ἐνέργεια enérgeia, ‘actividad’ ‘operación’; de ἐνεργóς energós, ‘fuerza de acción’ o ‘fuerza de trabajo’) tiene diversas acepciones y definiciones, relacionadas con la idea de una capacidad para obrar, surgir, transformar o poner en movimiento.
En física (específicamente en mecánica), energía se define como la capacidad para realizar un trabajo. En tecnología y economía, «energía» se refiere a un recurso natural (incluyendo a su tecnología asociada para poder extraerla, transformarla y darle un uso industrial o económico).
La naturaleza es esencialmente dinámica, es decir, está sometida a continuos cambios: posición, velocidad, estado físico...etc. Existe algo común a todos los cambios materiales y que indefectiblemente los acompaña: la energía. La energía es una propiedad o atributo de los cuerpos o sistemas materiales en virtud de la cual éstos pueden transformarse, modificando su condición o estado, así como actuar sobre otros originando en ellos procesos de transformación.
Para que se incluya también a la termodinámica, podemos decir que la energía es la capacidad de los cuerpos para realizar transformaciones (mediante trabajo o mediante calor) en ellos mismos o en otros cuerpos. Es decir, el concepto de energía se define como la capacidad de hacer funcionar las cosas.
La masa y la energía están estrechamente relacionadas. Debido a la equivalencia masa-energía, cualquier objeto que tenga masa cuando está inmóvil (llamada masa en reposo) también tiene una cantidad equivalente de energía cuya forma se llama energía en reposo, y cualquier energía adicional (de cualquier forma) adquirida por el objeto por encima de esa energía en reposo aumentará la masa total del objeto al igual que aumenta su energía total. Por ejemplo, después de calentar un objeto, su aumento de energía podría medirse como un pequeño aumento de la masa, con una balanza suficientemente sensible.
Los organismos vivos requieren energía para mantenerse vivos, como la energía que los humanos obtienen de los alimentos. La civilización humana requiere energía para funcionar, que obtiene de recursos energéticos como combustibles fósiles, combustible nuclear o energías renovables. Los procesos del clima y del ecosistema de la Tierra son impulsados por la energía radiante que la Tierra recibe del Sol y la energía geotérmica contenida en el interior de la Tierra.
La unidad de medida que utilizamos para cuantificar la energía es el julio o joule (J), en honor al físico inglés James Prescott Joule.

## Historia

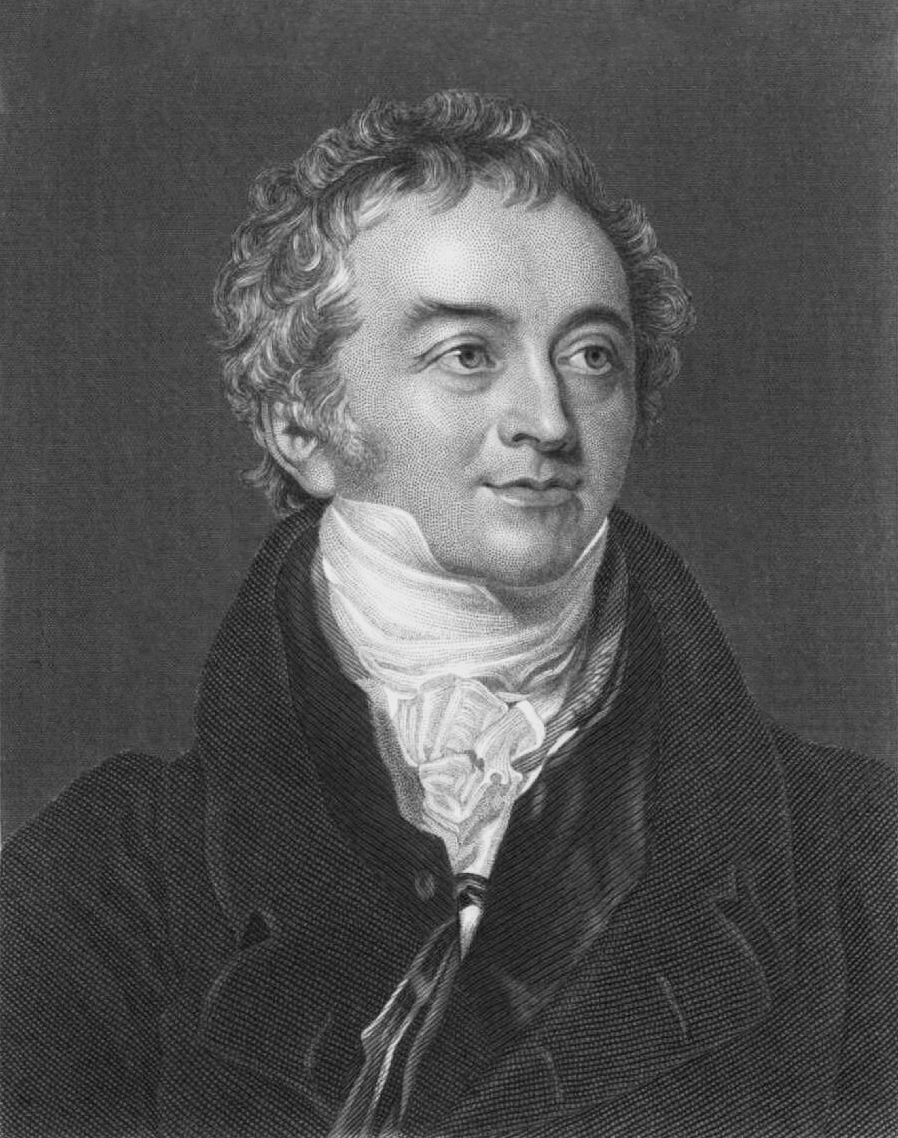
Thomas Young, la primera persona que utilizó el término "energía" en el sentido moderno

La palabra energía deriva del griego ἐνέργεια enérgeia, romanizado energeia lit 'actividad, operación', que posiblemente aparece por primera vez en la obra de Aristóteles en el siglo IV a. C. A diferencia de la definición moderna, energeia era un concepto filosófico cualitativo, lo suficientemente amplio como para incluir ideas como la felicidad y el placer.
A finales del siglo XVII, Gottfried Leibniz propuso la idea de la vis viva, o fuerza viva, que definió como el producto de la masa de un objeto por su velocidad al cuadrado; creía que la vis viva total se conservaba. Para explicar la ralentización debida a la fricción, Leibniz teorizó que la energía térmica consistía en el movimiento aleatorio de las partes constituyentes de la materia, aunque pasaría más de un siglo hasta que esto se aceptara de forma generalizada. El análogo moderno de esta propiedad, la energía cinética, difiere de la vis viva sólo por un factor de dos.
En 1807, Thomas Young fue posiblemente el primero en utilizar el término «energía» en lugar de vis viva, en su sentido moderno. Gustave-Gaspard Coriolis describió en 1829 la energía cinética en su sentido moderno, y en 1853, William Rankine acuñó el término energía potencial. La ley de conservación de la energía también se postuló por primera vez a principios del siglo XIX, y se aplica a cualquier sistema aislado. Durante algunos años se discutió si el calor era una sustancia física, lo que se denominó calórica, o simplemente una cantidad física, como el momento. En 1845 James Prescott Joule descubrió la relación entre el trabajo mecánico y la generación de calor.
Estos avances condujeron a la teoría de la conservación de la energía, formalizada en gran medida por William Thomson (Lord Kelvin) como el campo de la termodinámica. La termodinámica ayudó al rápido desarrollo de las explicaciones de los procesos químicos por parte de Rudolf Clausius, Josiah Willard Gibbs y Walther Nernst. También condujo a la formulación matemática del concepto de entropía por Clausius y a la introducción de las leyes de la energía radiante por Jožef Stefan. Según el teorema de Noether, la conservación de la energía es una consecuencia del hecho de que las leyes de la física no cambian con el tiempo. Así, desde 1918, los teóricos han entendido que la ley de conservación de la energía es la consecuencia matemática directa de la simetría traslacional del conjugado cantidad de energía, es decir, el tiempo.

## El concepto de energía en física

### Energía mecánica
En la física clásica moderna, la ley universal de conservación de la energía —que es el fundamento del primer principio de la termodinámica—, indica que la energía ligada a un sistema aislado permanece constante en el tiempo. Eso significa que para multitud de sistemas físicos clásicos, la suma de la energía mecánica, la energía calorífica, la energía electromagnética, y otros tipos de energía potencial es un número constante. Por ejemplo, la energía cinética se cuantifica en función del movimiento de la materia, la energía potencial según propiedades como el estado de deformación o a la posición de la materia en relación con las fuerzas que actúan sobre ella, la energía térmica según su capacidad calorífica, y la energía química según la composición química.
En la teoría de la relatividad el principio de conservación de la energía se cumple, aunque debe redefinirse la medida de la energía para incorporar la energía asociada a la masa, ya que en mecánica relativista, si se considerara la energía definida al modo de la mecánica clásica entonces resultaría una cantidad que no se conserva constante. Así pues, la teoría de la relatividad especial establece una equivalencia entre masa y energía por la cual todos los cuerpos, por el hecho de estar formados de materia, poseen una energía adicional equivalente a {\displaystyle E={\sqrt {(mc^{2})^{2}+(pc)^{2}}}}, y si se considera el principio de conservación de la energía esta energía debe ser tomada en cuenta para obtener una ley de conservación (naturalmente en contrapartida la masa no se conserva en relatividad, sino que la única posibilidad para una ley de conservación es contabilizar juntas la energía asociada a la masa y el resto de formas de energía).
En mecánica cuántica el resultado de la medida de una magnitud en el caso general no da un resultado determinista, por lo que solo puede hablarse del valor de la energía de una medida, no obstante el frío es la ausencia del calor, no de la energía del sistema. El valor de la energía en general es una variable aleatoria, aunque su distribución sí puede ser calculada, si bien no el resultado particular de una medida. En mecánica cuántica el valor esperado de la energía de un estado estacionario se mantiene constante. Sin embargo, existen estados que no son propios del hamiltoniano para los cuales la energía esperada del estado fluctúa, por lo que no es constante. La varianza de la energía medida además puede depender del intervalo de tiempo, de acuerdo con el principio de indeterminación de Heisenberg.
La energía es una propiedad de los sistemas físicos, no es un estado físico real, ni una «sustancia intangible». No obstante, hay quienes, como Wilhelm Ostwald, han considerado a la energía como lo auténticamente real, ya que, según la ecuación de la equivalencia la masa que es la medida de la cantidad de materia, puede transformarse en energía y viceversa. Por tanto, no es una abstracción, sino una realidad invariable a diferencia de la materia. En mecánica clásica se representa como una magnitud escalar. La energía es una abstracción matemática de una propiedad de los sistemas físicos. Por ejemplo, se puede decir que un sistema con energía cinética nula está en reposo. En problemas relativistas la energía de una partícula no puede ser representada por un escalar invariante, sino por la componente temporal de un cuadrivector energía-momento (cuadrimomento), ya que diferentes observadores no miden la misma energía si no se mueven a la misma velocidad con respecto a la partícula. Si se consideran distribuciones de materia continuas, la descripción resulta todavía más complicada y la correcta descripción de la cantidad de movimiento y la energía requiere el uso del tensor de energía-impulso.
Se utiliza como una abstracción de los sistemas físicos por la facilidad para trabajar con magnitudes escalares, en comparación con las magnitudes vectoriales como la velocidad o la aceleración. Por ejemplo, en mecánica, se puede describir completamente la dinámica de un sistema en función de las energías cinética, potencial, que componen la energía mecánica, que en la mecánica newtoniana tiene la propiedad de conservarse, es decir, ser invariante en el tiempo.
Matemáticamente, la conservación de la energía para un sistema es una consecuencia directa de que las ecuaciones de evolución de ese sistema sean independientes del instante de tiempo considerado, de acuerdo con el teorema de Noether.
La energía también es una magnitud física que se presenta bajo diversas formas, está involucrada en todos los procesos de cambio de estado físico, se transforma y se transmite, depende del sistema de referencia y fijado este se conserva. Por lo tanto, todo cuerpo es capaz de poseer energía en función de su movimiento, posición, temperatura, masa, composición química, y otras propiedades. En las diversas disciplinas de la física y la ciencia, se dan varias definiciones de energía, todas coherentes y complementarias entre sí, y todas ellas siempre relacionadas con el concepto de trabajo.
En la mecánica se encuentran:
- Energía mecánica, que es la combinación o suma de los siguientes tipos:
  - Energía cinética: relativa al movimiento.
  - Energía potencial: la asociada a la posición dentro de un campo de fuerzas conservativo. Por ejemplo, está la energía potencial gravitatoria y la energía potencial elástica (o energía de deformación, llamada así debido a las deformaciones elásticas). Una onda también es capaz de transmitir energía al desplazarse por un medio elástico.

En electromagnetismo se tiene a la:
- Energía electromagnética, que se compone de:
  - Energía radiante: la energía que poseen las ondas electromagnéticas.
  - Energía calórica: la cantidad de energía que la unidad de masa de materia puede desprender al producirse una reacción química de oxidación.
  - Energía potencial eléctrica (véase potencial eléctrico).
  - Energía eléctrica: resultado de la existencia de una diferencia de potencial entre dos puntos.

En la termodinámica están:
- Energía interna, que es la suma de la energía mecánica de las partículas constituyentes de un sistema.
- Energía térmica, que es la energía liberada en forma de calor.
- Potencial termodinámico, la energía relacionada con las variables de estado.

#### Física relativista
En la relatividad están:
- Energía en reposo, que es la energía debida a la masa según la conocida fórmula de Einstein, E=mc2, que establece la equivalencia entre masa y energía.
- Energía de desintegración, que es la diferencia de energía en reposo entre las partículas iniciales y finales de una desintegración.

Al redefinir el concepto de masa, también se modifica el de energía cinética (véase relación de energía-momento). Dada una partícula material, no puede hablarse de una energía bien definida e idéntica para todos los observadores, de hecho la energía y el momentum lineal son parte del un único cuadrimomentum que es un cuadrivector. La «energía» es la componente temporal de este cuadrimomentum, pero debido a la naturaleza de la relatividad de la misma manera que el intervalo de tiempo o la distancia espacial es relativa al observador, las componentes espaciales (momentum lineal) y temporal (energía) del cuadrimomentum son relativas al observador. Para un medio continuo o un campo físico, las dificultades son aun mayores y en general la energía no está asociada a un cuadrimomentum sino al tensor energía-impulso.
En relatividad general, el «campo» gravitatorio no es propiamente un campo físico ordinario, lo cual lleva a dificultades para atribuir una energía dada a un sistema no aislado, ya que un campo gravitatorio no estacionario no da lugar a una energía potencial bien definida.

#### Física cuántica
En física cuántica, la energía es una magnitud ligada al operador hamiltoniano. La energía total de un sistema no aislado de hecho puede no estar definida: en un instante dado la medida de la energía puede arrojar diferentes valores con probabilidades definidas. En cambio, para los sistemas aislados en los que el hamiltoniano no depende explícitamente del tiempo, los estados estacionarios sí tienen una energía bien definida. Además de la energía asociada a la materia ordinaria o campos de materia, en física cuántica aparece la:
- Energía del vacío: un tipo de energía existente en el espacio, incluso en ausencia de materia.

#### Química
En química aparecen algunas formas específicas no mencionadas anteriormente:
- Energía de ionización, una forma de energía potencial, es la energía que hace falta para ionizar una molécula o átomo.
- Energía de enlace, es la energía potencial almacenada en los enlaces químicos de un compuesto. Las reacciones químicas liberan o absorben esta clase de energía, en función de la entalpía y energía calórica.

Si estas formas de energía son consecuencia de interacciones biológicas, la energía resultante es bioquímica, pues necesita de las mismas leyes físicas que aplican a la química, pero los procesos por los cuales se obtienen son biológicos, como norma general resultante del metabolismo celular (véase Ruta metabólica).
Podemos encontrar ejemplos de energía química en la vida de los seres vivos, es decir, en la vida biológica. Dos de los procesos más importantes que necesitan de este tipo de energía es el proceso de fotosíntesis en vegetales y la respiración en los animales. En la fotosíntesis, los vegetales utilizan clorofila para separar el agua y así convertirla después en hidrógeno y oxígeno: el hidrógeno, combinado con el carbono del ambiente, producirá carbohidratos. En la respiración sucede lo contrario: el oxígeno es utilizado para quemar moléculas de carbohidratos.

#### Biología
En biología, la energía es un atributo de todos los sistemas biológicos, desde la biosfera hasta el organismo vivo más pequeño. Dentro de un organismo es responsable del crecimiento y desarrollo de una célula o de un orgánulo de un organismo biológico. La energía utilizada en la respiración se almacena principalmente en el oxígeno molecular. y puede desbloquearse mediante reacciones con moléculas de sustancias como carbohidratos (incluyendo azúcares), lípidos y proteínas almacenadas por células. En términos humanos, el equivalente humano (H-e) (Conversión de energía humana) indica, para una cantidad determinada de gasto energético, la cantidad relativa de energía necesaria para el metabolismo humano, suponiendo un gasto energético humano medio de 12.500 kJ por día y una tasa metabólica basal de 80 vatios. Por ejemplo, si nuestro cuerpo funciona (por término medio) a 80 vatios, entonces una bombilla que funcione a 100 vatios está funcionando a 1,25 equivalentes humanos (100 ÷ 80), es decir, 1,25 H-e. Para una tarea difícil de sólo unos segundos de duración, una persona puede emitir miles de vatios, muchas veces los 746 vatios de un caballo de potencia oficial. Para tareas que duran unos minutos, un ser humano en forma puede generar quizás 1.000 vatios. Para una actividad que debe mantenerse durante una hora, el rendimiento desciende a unos 300; para una actividad que se mantiene todo el día, 150 vatios es el máximo. El equivalente humano ayuda a la comprensión de los flujos de energía en los sistemas físicos y biológicos expresando las unidades de energía en términos humanos: proporciona una "sensación" del uso de una determinada cantidad de energía.

Resumen básico de energía y vida humana

La energía radiante de la luz solar también es captada por las plantas como energía potencial química en la fotosíntesis, cuando el dióxido de carbono y el agua (dos compuestos de baja energía) se convierten en carbohidratos, lípidos y proteínas y en compuestos de alta energía como el oxígeno y el ATP. Los carbohidratos, los lípidos y las proteínas pueden liberar la energía del oxígeno, que es utilizado por los organismos vivos como aceptor de electrones. La liberación de la energía almacenada durante la fotosíntesis en forma de calor o luz puede ser desencadenada repentinamente por una chispa, en un incendio forestal, o puede estar disponible más lentamente para el metabolismo animal o humano, cuando se ingieren moléculas orgánicas, y el catabolismo es desencadenado por la acción de enzimas.

#### Ciencias de la Tierra
En geología, la deriva continental, las cordilleras, los volcanes y los terremotos son fenómenos que pueden explicarse en términos de transformaciones energéticas en el interior de la Tierra, mientras que los fenómenos meteorológicos como el viento, la lluvia, el granizo, la nieve, los rayos, los tornados y los huracanes son el resultado de las transformaciones energéticas provocadas por la energía solar en la atmósfera del planeta Tierra.
La luz solar puede almacenarse en forma de energía potencial gravitatoria después de incidir en la Tierra, ya que (por ejemplo) el agua se evapora de los océanos y se deposita en las montañas (donde, tras ser liberada en una presa hidroeléctrica, puede utilizarse para accionar turbinas o generadores para producir electricidad). La luz solar también impulsa muchos fenómenos meteorológicos, salvo los generados por eventos volcánicos. Un ejemplo de fenómeno meteorológico mediado por el sol es un huracán, que se produce cuando grandes zonas inestables del océano cálido, calentadas durante meses, ceden parte de su energía térmica de forma repentina para impulsar unos días de violento movimiento del aire.
En un proceso más lento, la desintegración radiactiva de los átomos del núcleo de la Tierra libera calor. Esta energía térmica impulsa la tectónica de placas y puede levantar montañas, a través de la orogénesis. Este lento levantamiento representa una especie de almacenamiento de energía potencial gravitatoria de la energía térmica, que puede ser liberada posteriormente en energía cinética activa en los deslizamientos de tierra, después de un evento desencadenante. Los terremotos también liberan energía potencial elástica almacenada en las rocas, un almacén que se ha producido en última instancia a partir de las mismas fuentes de calor radiactivo. Así pues, según los conocimientos actuales, los sucesos familiares como los corrimientos de tierra y los terremotos liberan energía que ha sido almacenada como energía potencial en el campo gravitatorio de la Tierra o como tensión elástica (energía potencial mecánica) en las rocas. Anteriormente, representan la liberación de energía que ha estado almacenada en los átomos pesados desde que el colapso de las estrellas supernovas, destruidas hace tiempo, creó estos átomos.

#### Cosmología
En cosmología y astronomía los fenómenos de estrellas, novas, supernovas, cuásars y explosión de rayos gammas son las transformaciones energéticas de la materia más altas del universo. Todos los fenómenos estelares (incluida la actividad solar) son impulsados por diversos tipos de transformaciones energéticas. La energía de estas transformaciones procede del colapso gravitatorio de la materia (normalmente hidrógeno molecular) en varias clases de objetos astronómicos (estrellas, agujeros negros, etc.), o de la fusión nuclear (de elementos más ligeros, principalmente hidrógeno). La fusión nuclear del hidrógeno en el Sol también libera otra reserva de energía potencial que se creó en el momento del Big Bang. En ese momento, según la teoría, el espacio se expandió y el universo se enfrió demasiado rápido para que el hidrógeno se fusionara completamente en elementos más pesados. Esto significa que el hidrógeno representa un almacén de energía potencial que puede liberarse mediante la fusión. Este proceso de fusión se desencadena por el calor y la presión generados por el colapso gravitatorio de las nubes de hidrógeno cuando producen estrellas, y parte de la energía de fusión se transforma entonces en luz solar.

#### Mecánica cuántica
En mecánica cuántica, la energía se define en términos del operador de energía
como una derivada temporal de la función de onda. La ecuación de Schrödinger equipara el operador de energía a la energía completa de una partícula o un sistema. Sus resultados pueden considerarse como una definición de la medición de la energía en la mecánica cuántica. La ecuación de Schrödinger describe la dependencia espacial y temporal de una función de onda que cambia lentamente (no relativista) de los sistemas cuánticos. La solución de esta ecuación para un sistema ligado es discreta (un conjunto de estados permitidos, cada uno caracterizado por un nivel de energía), lo que da lugar al concepto de cuanta. En la solución de la ecuación de Schrödinger para cualquier oscilador (vibrador) y para las ondas electromagnéticas en el vacío, los estados energéticos resultantes están relacionados con la frecuencia por la relación de Planck: {\displaystyle E=h\nu } (donde {\displaystyle h} es la constante de Planck y {\displaystyle \nu } la frecuencia). En el caso de una onda electromagnética, estos estados de energía se denominan cuantos de luz o fotones.

### Energía potencial
Es la energía que se le puede asociar a un cuerpo o sistema conservativo en virtud de su posición o de su configuración. Si en una región del espacio existe un campo de fuerzas conservativo, la energía potencial del campo en el punto (A) se define como el trabajo requerido para mover una masa desde un punto de referencia (nivel de tierra) hasta el punto (A). Por definición el nivel de tierra tiene energía potencial nula. Algunos tipos de energía potencial que aparecen en diversos contextos de la física son:
- La energía potencial gravitatoria asociada a la posición de un cuerpo en el campo gravitatorio (en el contexto de la mecánica clásica). La energía potencial gravitatoria de un cuerpo de masa m en un campo gravitatorio constante viene dada por {\displaystyle E_{p}=mgh\,}, donde h es la altura del centro de masas respecto al cero convencional de energía potencial.
- La energía potencial electrostática V de un sistema se relaciona con el campo eléctrico mediante la relación:

{\displaystyle {\vec {E}}=-{\vec {\nabla }}V}

siendo {\displaystyle {\vec {E}}} el valor del campo eléctrico.
- La energía potencial elástica asociada al campo de tensiones de un cuerpo deformable.

La energía potencial puede definirse solamente cuando existe un campo de fuerzas que es conservativa, es decir que cumpla con alguna de las siguientes propiedades:
1. El trabajo realizado por la fuerza entre dos puntos es independiente del camino recorrido.
2. El trabajo realizado por la fuerza para cualquier camino cerrado es nulo.
3. Cuando el rotor de F es cero (sobre cualquier dominio simplemente conexo).

Se puede demostrar que todas las propiedades son equivalentes (es decir que cualquiera de ellas implica la otra). En estas condiciones, la energía potencial en un punto arbitrario se define como la diferencia de energía que tiene una partícula en el punto arbitrario y otro punto fijo llamado «potencial cero».

### Energía cinética de un cuerpo
La energía cinética es un concepto fundamental de la física que aparece tanto en mecánica clásica, como mecánica relativista y mecánica cuántica. La energía cinética es una magnitud escalar asociada al movimiento de cada una de las partículas del sistema. Su expresión varía ligeramente de una teoría física a otra. Esta energía se suele designar como K, T o Ec.
El límite clásico de la energía cinética de un cuerpo rígido sin rotación que se desplaza a una velocidad v viene dada por la expresión

(1){\displaystyle E_{c}={1 \over 2}mv^{2}}.

Una propiedad interesante es que esta magnitud es extensiva por lo que la energía de un sistema puede expresarse como «suma» de las energías de partes disjuntas del sistema. Así, por ejemplo, puesto que los cuerpos están formados de partículas, se puede conocer su energía sumando las energías individuales de cada partícula del cuerpo.
Para un cuerpo macroscópico sólido, que pude ser descrito mediante la mecánica newtoniana, puede suceder que las velocidades relativas de sus partículas difieran apreciablemente respecto a la velocidad del centro de gravedad, eso puede suceder fundamentalmente porque el cuerpo tenga una rotacion importante. En ese caso la energía cinética puede obtenerse sumando las contribuciones de cada una de sus partículas:

(2){\displaystyle E_{c}=\sum _{k=1}^{N}{1 \over 2}m_{i}v_{i}^{2}}

Dado que la materia ordinaría está formada por átomos el sumatoria anterior podría extenderse sobre todos los núcleos atómicos que forman el cuerpo sin cometer un error apreciable. Cuando el sólido se pued modelizar mediante la mecánica del sólido rígido resulta que las velocidades de las partículas pueden relacionarse con la velocidad del centro de masas {\displaystyle {\boldsymbol {V}}_{CM}} y la velocidad angular de rotación {\displaystyle {\boldsymbol {\omega }}_{s}}, común a todo el sólido:

(3){\displaystyle {\boldsymbol {v}}_{i}={\boldsymbol {V}}_{CM}+{\boldsymbol {\omega }}_{s}\times {\boldsymbol {r}}_{i}}

donde {\displaystyle {\boldsymbol {r}}_{i}} son as posiciones de las partículas relativas al centro de masa. Introduciendo la ecuación (3) en la ecuación (2) puede llegarse a que la energía cinética del cuerpo se expresa como:

(4){\displaystyle E_{c}={1 \over 2}MV_{CM}^{2}+{1 \over 2}{\boldsymbol {\omega }}_{s}\cdot \mathbf {I} _{rot}{\boldsymbol {\omega }}_{s}}

Donde {\displaystyle \mathbf {I} _{rot}} es el tensor de inercia del sólido. Si el sólido es deformable, entonces habría que incluir términos adicionales relacionados con la energía elástica del mismo, por ejemplo eso sucede si el cuerpo es un objeto que está vibrando mientras se mueve.

### Energía cinética de un fluido
Un fluido clásico en movimiento, puede ser descrito mediante una densidad {\displaystyle \rho } y un campo de velocidades {\displaystyle {\boldsymbol {v}}({\boldsymbol {r}},t)}, en términos de esas magnitudes la enercía cinética del fluido puede expresarse como una integral extendida a todo el volumen del fluido:

{\displaystyle E_{c}={1 \over 2}\int _{V_{t}}\rho |{\boldsymbol {v}}({\boldsymbol {r}},t)|^{2}\ {\text{d}}^{3}{\boldsymbol {r}}}

### Magnitudes relacionadas
La energía se define como la capacidad de realizar un trabajo. Energía y trabajo son equivalentes y, por tanto, se expresan en las mismas unidades. El calor es una forma de energía, por lo que también hay una equivalencia entre unidades de energía y de calor. La capacidad de realizar un trabajo en una determinada cantidad de tiempo es la potencia.

### Transformación de la energía
Para la optimización de recursos y la adaptación a nuestros usos, necesitamos transformar unas formas de energía en otras. Todas ellas se pueden transformar en otra cumpliendo los siguientes principios termodinámicos:
- «La energía no se crea ni se destruye; solo se transforma».[12] De este modo, la cantidad de energía inicial es igual a la final. Esto debe ser matizado, es válido en experimentos de laboratorio, sin embargo, existen algunos problemas con la conservación de la energía en la teoría de la relatividad.

- «La energía se degrada continuamente hacia una forma de energía de menor calidad (energía térmica)».[13] Dicho de otro modo, ninguna transformación se realiza con un 100 % de rendimiento, ya que siempre se producen unas pérdidas de energía térmica no recuperable. El rendimiento de un sistema energético es la relación entre la energía obtenida y la que suministramos al sistema.

### Unidades de medida de energía
La unidad de energía definida por el Sistema Internacional de Unidades es el julio, que se define como el trabajo realizado por una fuerza de un newton en un desplazamiento de un metro en la dirección de la fuerza. Es decir, equivale a multiplicar un newton por un metro. Existen muchas otras unidades de energía, algunas de ellas en desuso.
| Nombre                           | Unidad    | Equivalencia en julios |
| -------------------------------- | --------- | ---------------------- |
| Caloría                          | cal       | 4,1868                 |
| Frigoría                         | fg        | 4186,8                 |
| Termia                           | th        | 4 185 500              |
| Kilovatio hora                   | kWh       | 3 600 000              |
| Caloría grande                   | Cal       | 4185,5                 |
| Tonelada equivalente de petróleo | Tep       | 41 840 000 000         |
| Tonelada equivalente de carbón   | Tec       | 29 300 000             |
| Electronvoltio                   | eV        | 1,602176462 × 10-19    |
| British Thermal Unit             | BTU o BTu | 1055,05585             |
| Caballo de vapor por hora        | CVh       | 2 647 495,49           |
| Ergio                            | erg       | 1 × 10-7               |
| Pie por libra (Foot pound)       | ft × lb   | 1,35581795             |
| Pie-poundal                      | ft × pdl  | 4,214011001 × 10-11    |

## La energía como recurso natural
En tecnología y economía, una fuente de energía es un recurso natural, así como la tecnología asociada para explotarla y hacer un uso industrial y económico del mismo. La energía en sí misma nunca es un bien para el consumo final sino un bien intermedio para satisfacer otras necesidades en la producción de bienes y servicios. Al ser un bien escaso, la energía ha sido históricamente fuente de conflictos para el control de los recursos energéticos.
Es común clasificar las fuentes de energía según incluyan el uso irreversible o no ciertas materias primas, como combustibles o minerales radioactivos. Según este criterio se habla de dos grandes grupos de fuentes de energía explotables tecnológicamente:
Fuentes de energía renovables:
- Energía eólica.
- Energía geotérmica.
- Energía hidráulica.
- Energía mareomotriz.
- Energía solar.
- Biomasa.
- Energía maremotérmica.
- Energía azul.
- Energía termoeléctrica.
- Energía nuclear de fusión.

Fuentes de energía no renovables (o nuclear-fósil):
- Carbón
- Gas natural
- Petróleo
- Energía nuclear
- Energía atómica, que requiere de uranio o plutonio.